# Mary Sears
Mary Jane Sears (Portsmouth, 10 maggio 1939) è un'ex nuotatrice statunitense.

## Carriera
Fu la terza statunitense a salire sul podio della gara dei 100m farfalla alle Olimpiadi di Melbourne 1956 dove giunse terza dietro alle connazionali Shelley Mann e Nancy Ramey.

## Palmarès
- Giochi olimpici

Melbourne 1956: bronzo nei 100m farfalla.
- Giochi panamericani

Città del Messico 1955: oro nella 4x100m misti e argento nei 200m rana.